# Сафун-Узень
Сафун-Узень, Софу-Озен (крим. Sofu Özen) — річка в Україні, на Кримському півострові. Ліва притока річки Улу-Узень (річка) (басейн Чорного моря).

## Опис
Довжина річки 5 км, середньорічний витік води в гирлі 0,095 м³/с, площа басейну водозбору 12,0 км².

## Розташування
Бере початок на південно-східних схилах гори Чатир-Даг із джерела Саурган. Тече переважно на південний схід і на південно-західній стороні від селища Розовий (колишнє Хачі-Озенбаш) впадає у річку Улу-Узень.

## Цікавий факт
- На правому березі річки на відстані приблизно 26 м проходить автошлях Р34 (автомобільний шлях регіонального значення на території України, Ялта — Алушта.